# Carta (diplomàcia)
Carta és la denominació que es dona a certs tractats internacionals generalment constitutius d'una Organització Internacional o que revesteix una particular transcendència. Com a exemples característics dels primers poden citar-se la Carta de les Nacions Unides signada a San Francisco (E.U.A.) el 26 de juny de 1945 per la qual es va constituir l'Organització de les Nacions Unides, així com la Carta constitutiva de l'Organització dels Estats Americans reformada a Buenos Aires (Argentina) el 26 de febrer de 1967.